# In dubio pro reo
In dubio pro reo és una locució llatina que expressa el principi jurídic que, en cas de dubte quant a la culpabilitat, el veredicte anirà a favor del reu.
És un fonament del dret penal que s'origina en el dret romà.
 És parent però diferent del principi de presumpció d'innocència. La presumpció d'innocència s'aplica tant com no hi ha cap prova jurídicament vàlida i s'oposa, per exemple als rumors, les condemnes per la premsa o la vox populi. In dubio pro reo s'aplica ans al contrari quan el jutge, després de sospesar les proves a càrrega i a descàrrega, roman encara dubtant sobre la comissió del delicte. És una situació que pot arribar quan no es tracta d'un delicte flagrant i que només hi ha proves indirectes, contradictòries o relatives.
L'expressió pot extrapolar-se a altres àmbits.